# Deňiz han (корвет)
Deňiz han (01) — корвет ВМС Туркменистана. Флагман туркменского флота. Крупнейшая боевая единица ВМС страны.

## История
Макет 92-метрового корвета, спроектированного совместным предприятием Gülhan & Dearsan, впервые был представлен на выставке вооружений IDEF-2019 в турецком Стамбуле в апреле 2019 года.
Подписание контракта на строительство корвета состоялось в августе 2019 года.
Строительство было начато консорциумом турецких компаний Gülhan и Dearsan на судостроительно-судоремонтном заводе Государственной пограничной охраны Туркменистана в пригороде Туркменбашы Уфре. Из Турции доставлялись готовые корпусные секции, собираемые затем в Туркменистане. Спущен на воду 11 августа 2021 года. Стоимость программы не озвучивается.
Корвет получил своё имя в честь Дениз-хана — сына одного из прародителей тюркских народов Огуз-хана.
В церемонии ввода корвета в состав ВМС Туркменистана участвовал президент Туркменистана Гурбангулы Бердымухамедов. Бортовой номер — 01.
Для базирования кораблей ВМС в 2021 году к северу от Туркменбашы и к югу от входа в залив Кара-Богаз-Гол была создана и введена в действие новая военно-морская база Карши. Сообщалось о возможном строительстве ещё одного корвета.

## Конструкция
Корабль разрабатывался для выполнения различных задач, в основном, борьба с надводными кораблями, ПВО, ПЛО и патрулирование/сопровождение. Корпус выполнен из стали AH-36, а надстройка — из алюминиевого сплава Marine Al. Длина корабля — 91,4 метра, ширина — 13,3 метра, осадка — 3,5 метра. Водоизмещение составляет около 1600 тонн. Максимальная скорость составляет 26 узлов, дальность хода на экономичном ходу — 3000 морских миль. Экипаж «Дениз хана» — 100 человек.

## Вооружение
Корвет оснащен оружием турецкого, итальянского и французского производства.

### Артиллерия
Главный калибр — 76-мм/62 скорострельная корабельная пушка Leonardo Super Rapid фирмы Leonardo (Италия) расположена на носу. Остальные орудия турецкой фирмы Aselsan. «Дениз хан» стал первым кораблем с серийным образцом 35-мм спаренной зенитной артиллерийской установки Aselsan GOKDENIZ. Артиллерийский комплекс базируется на основе системы «Коркут» с применением 35-мм боеприпасов воздушного взрыва. Кроме того, на корабле установлены боевые модули: два 25-мм Aselsan STOP и два 12,7-мм Aselsan STAMP.

### Ракетное вооружение
На вооружении корвета имеются восемь пусковых установок противокорабельного ракетного комплекса Otomat Mk 2 и вертикальная пусковая установка (на 16 ячеек) зенитного ракетного комплекса малой дальности VL MICA. Оба комплекса производства компании MBDA.

### Противолодочное оружие

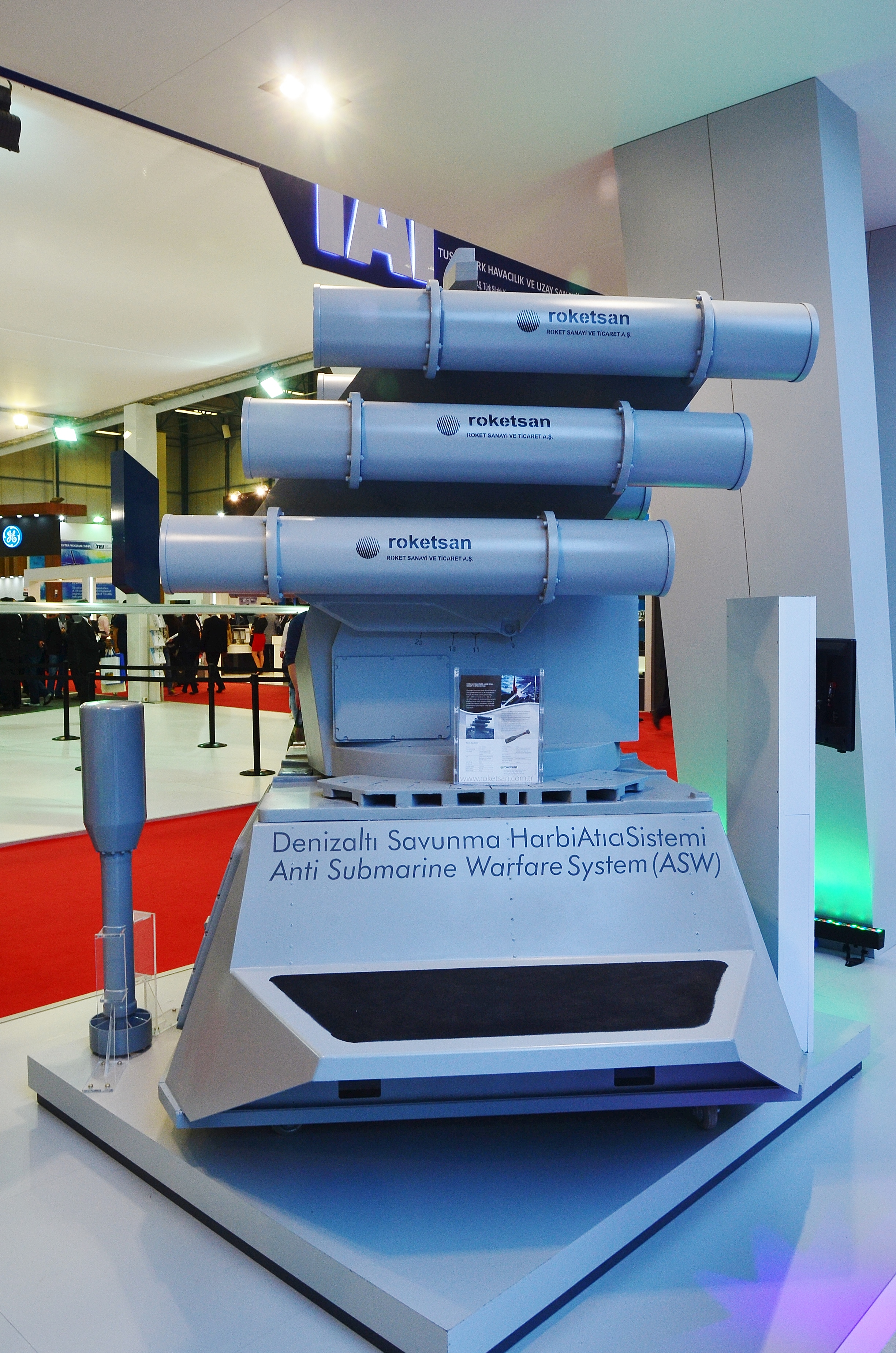
Бомбомет Roketsan

Противолодочное вооружение представлено 196-мм шестиствольными реактивными установками Roketsan турецкого производства.

### Электронное оборудование
Электронное вооружение включает систему боевого управления (БИУС), трёхмерный радар наблюдения за воздушным и надводным пространством, системы радиолокационного опознавания «свой-чужой», РЭБ, радиоэлектронного противодействия и системы постановки пассивных помех.

### Авиация
На корме имеется взлетно-посадочная площадка для вертолета среднего класса и дронов вертикального взлёта и посадки. Ангар отсутствует. О марке летательного аппарата не сообщается.